# بيرتل سودربرغ
بيرتل سودربرغ (بالسويدية: Bertil Söderberg)‏ (10 يونيو 1947 في السويد - ) هو لاعب كرة يد السويد. شارك في الألعاب الأولمبية الصيفية 1972.

## وصلات خارجية
- بيرتل سودربرغ على موقع أوليمبيديا (الإنجليزية)
- بيرتل سودربرغ على موقع اللجنة الأولمبية السويدية (السويدية)